# Дніпро-Ліски
Дніпро-Ліски (до 29 червня 2017 року — Дніпропетровськ-Ліски) — вантажна станція Дніпровської дирекції Придніпровської залізниці на відгалуженій гілці допоміжної залізничної лінії Сухачівка — Нижньодніпровськ-Вузол. Розташована у Шевченківському районі, на правому березі річки Дніпро.
Станція є структурним підрозділом філії «ЦТС «Ліски» АТ «Укрзалізниця».